# 颶風古斯塔夫 (2002年)
飓风古斯塔夫（英語：Hurricane Gustav）是2002年大西洋飓风季第七个获得命名的风暴和第一个飓风，于2002年9月沿美国东岸平行移动，强度达到萨菲尔-辛普森飓风等级中的第二级。古斯塔夫起初是位于巴哈马以北的一个亚热带低气压，之后以热带风暴强度在北卡罗莱纳州外滩群岛略微偏东海域经过，然后转向北上并两次以一级飓风强度在加拿大大西洋省份登陆。风暴直接造成一人死亡和10万美元的经济损失，其中主要发生在北卡罗莱纳州，另外飓风与一股西南气流相互作用产生的狂风又在新英格兰造成了24万美元的经济损失，不过在计算风暴损失的报告中，这些没有归入古斯塔夫的损失范围。
系统早期属于亚热带风暴，是这类风暴中第一个获得美国国家飓风中心命名的。在此以前从未有过亚热带风暴获得命名。此外，本气旋还是继1941年以来在一个自然年中形成时间最晚的飓风。

## 气象历史
9月6日，在一个弱表面槽和一个较强上层槽的协作下，巴哈马和百慕大之间有一片扰动天气区域发展起来。由热带风暴费伊增强的高压脊令槽变得更有条理，于9月7日封闭成一片广阔的非热带低气压。到了9月8日，位于北卡罗莱纳州哈特拉斯角（Cape Hatteras）东南方向的系统环流中心附近已经发展出足够的对流，因此被归类为第八号亚热带低气压。当天晚些时候，一架飓风猎人侦察机收集到的数据显示低气压已经增强为亚热带风暴，美国国家飓风中心因此将其升级为亚热带风暴古斯塔夫。
之后两天的时间里，古斯塔夫不规则地朝西北偏西方向的南、北卡罗莱纳州边界移动，并在这一过程中缓慢加强，获得了更多的热带特征。到了9月10日，系统中心周围发展出一片组织混乱的强风带，古斯塔夫也获指定为热带风暴。风暴接下来转向北上掠过哈特拉斯角，然后加速朝东北方向远离海岸。9月11日，由于新英格兰上空一个非热带系统的影响，古斯塔夫快速增强为飓风，这一进程与2000年飓风迈克尔的强化过程很相似。飓风于当天晚些时候达到每小时160公里的最高风速。
9月12日早上，飓风因进入了一片水温较低的海域，并且遭遇到逐渐增强的风切变而开始减弱并失去热带特征。但由于风暴移动速度较快，因此当天在新斯科舍的布雷頓角地區登陆时仍然拥有一级飓风强度。当天晚些时候，风暴又在纽芬兰岛实现了第二次登陆，再于之后不久变成温带气旋。这股温带低气压之后继续缓慢向东北方向移动，于9月15日在拉布拉多海上空消散。

## 防灾措施

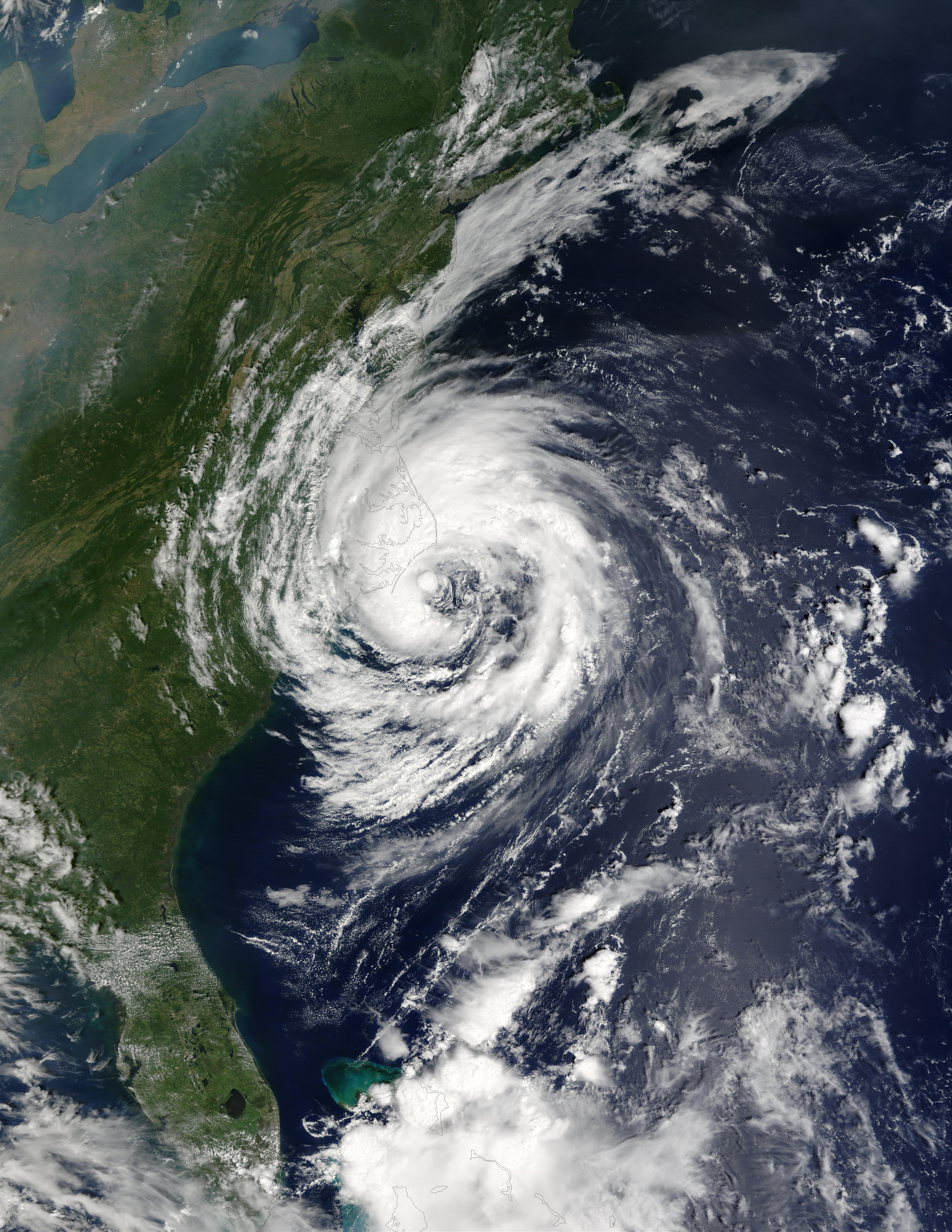
古斯塔夫靠近外滩群岛

9月8日，美国国家飓风中心预料古斯塔夫将靠近北卡罗莱纳州海岸，因此向从恐怖角（Cape Fear）到北卡罗莱纳州和弗吉尼亚州边界的地区发布了热带风暴观察预警，这一预警于次日升级为热带风暴警告，并且当天晚些时候还向弗吉尼亚州东南部，从北卡罗莱纳州和弗吉尼亚州边界到康弗特新点（New Point Comfort）发布了新的热带风暴观察预警，这一新的预警又在9月10日升级为热带风暴警告。由于飓风开始转向东北远离中大西洋各州海岸，之前发布的热带风暴警告也逐渐中止，到了9月11日，所有警告都已中止。
随着飓风靠近加拿大大西洋省份，加拿大環境部和加拿大飓风中心向新不倫瑞克南部、愛德華王子島、新斯科舍和纽芬兰岛发布了暴雨和狂风警告。

## 影响

### 北卡罗莱纳州和弗吉尼亚州
虽然古斯塔夫的风暴中心是在哈特拉斯角以南经过，但北卡罗莱纳州和弗吉尼亚州东南部还是出现了大雨和热带风暴强度的狂风。外滩群岛部分地区的降雨量为50至125毫米，风速达到每小时80公里，位于哈特拉斯角的美国海岸警卫队工作站报告遭遇的阵风风速达每小时125公里。风暴给外滩群岛海岸带去了0.9至1.8米的风暴潮，弗吉尼亚州东南海岸则有0.3至0.9米。这些风暴潮与强风和高海浪结合引发了轻度洪水，主要影响的是北卡罗莱纳州的欧克拉科克（Ocracoke）和哈特拉斯村（Hatteras Village）。一股弱海龙卷风也在欧克拉科克附近的银湖着陆并在陆上移动，但只造成了轻微的屋顶破坏。还有个别地方报告有零星的停电情况。有一人因大浪导致受伤后死亡，救援人员不得不把另外40人从激流和风暴潮中抢救出来。该地区遭受的经济损失约为10万美元。

### 新泽西州
虽然风暴中心一直位于海上，但因其与美国中部的一个高气压之间存在较大气压差，新泽西州于9月11日遭遇了因此而产生的强风。阵风风速从每小时55公里到70公里不等，海岸附近还有更强的风力报告，蒙茅斯縣的肯斯堡（Keansburg）报告了每小时100公里的最强阵风风速。强风刮倒了该州东部的许多树木和电线杆，导致一些民宅受损，街道堵塞。伯灵顿县和海洋县周边地区至少有14000户居民家中停电。西温莎镇（West Windsor Township）有一名正在一堵混凝土墙前工作的男子因墙壁倒塌而遇难。西安姆维尔镇一截树干砸落在两位老年妇女身上，导致一死一伤。其它地方也有报告称树木倒下砸坏了车辆，但没有出现人员伤亡的报告。

### 纽约州和新英格兰
新英格上空一个斜压气旋产生的西南气流和飓风古斯塔夫之间发生了相互作用，由此产生的狂风对新英格兰海岸，特别是纽约州东部和马萨诸塞州造成了影响。部分地区报告风暴强度的阵风，风速超过每小时90公里，卡茨基尔（Catskill）的一位天气检举员报告了时速108公里的最强阵风风速。马萨诸塞州部分地区报告的阵风风速为每小时80公里。狂风刮倒了树木和电线杆，多户民宅和多部车辆被倒下的树木压伤。纽约州东部有超过29000户居民家中停电，马萨诸塞州则有19000户。强风共计造成了24万美元的经济损失，不过美国国家飓风中心没有把这些损失直接归因于古斯塔夫。
纽约市地区遭遇的最高阵风风速为約翰·甘迺迪國際機場报告的每小时100公里。部分建筑物的屋顶因狂风而受到轻微损伤。由于包装纸和被压扁的易拉罐被风吹得到处乱飞，纽约市政府被迫对曼哈顿部分地区进行封锁，这些碎屑共导致四人受伤，其中一人重伤，狂风还扰乱了九一一袭击事件的纪念活动，不过之后活动仍按计划继续进行。
长岛各地报告的持续风速范围为每小时40至55公里，阵风则达到每小时90公里，岛上受到的影响主要是树木和电线杆倒塌，不过长岛电力局报告9月11日岛上至少有93000户居民家中停电。还有一人因船只在长岛海湾倾覆而遇难。

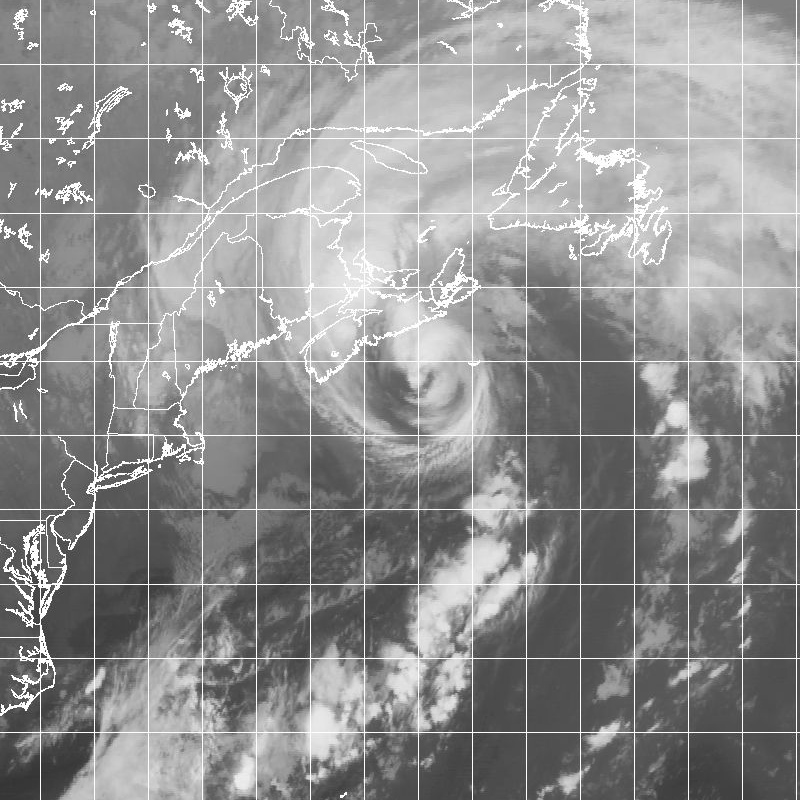
古斯塔夫即将在新斯科舍首次登陆

### 加拿大大西洋省份
虽然飓风已经逐渐失去其热带特征，但古斯塔夫还是给加拿大大西洋省份带去了持续数天时间的暴雨、风暴或飓风强度的狂风以及风暴潮。狂风吹倒了树木，令新斯科舍的码头受损，塞布尔岛（Sable Island）上报告的阵风风速达到每小时122公里，飓风中心离开后，纽芬兰岛上时速超过100公里的阵风仍然持续了好几天。飓风带去的降雨量通常在10至70毫米之间，最高的埃什戴尔（Ashdale）达到了102毫米。多地降雨量都创下了新纪录。爱德华王子岛部分地区报告出现了洪水，哈利法克斯和夏洛特顿有4000人家中停电。虽然遭受了暴雨和狂风的侵袭，但加拿大大西洋省份没有出现人员伤亡和重大损失的报道。

## 命名和纪录
古斯塔夫是第一个获美国国家飓风中心命名的亚热带风暴，在2002年大西洋飓风季以前，大西洋上生成的亚热带风暴或者使用与热带气旋编号相互独立的一套编号来指代，或者没有命名。
9月11日达到飓风强度后，古斯塔夫成为继1941年大西洋飓风季以来在一个自然年中形成日期最晚的飓风，1941年的第一个飓风是在9月16日形成。根据气候学的统计，每年到9月11日时已经平均形成了三个飓风。